# Las Compuertas
Las Compuertas är en ort i Mexiko.   Den ligger i kommunen Guasave och delstaten Sinaloa, i den västra delen av landet, 1 200 km nordväst om huvudstaden Mexico City. Las Compuertas ligger 16 meter över havet och antalet invånare är 187.
Terrängen runt Las Compuertas är mycket platt. Runt Las Compuertas är det ganska tätbefolkat, med 100 invånare per kvadratkilometer. Närmaste större samhälle är Guasave, 6,8 km öster om Las Compuertas. Trakten runt Las Compuertas består till största delen av jordbruksmark.